# Merrickville-Wolford
Merrickville-Wolford est un village de l'est de l'Ontario au Canada situé dans les comtés unis de Leeds et Grenville. Le village chevauche la rivière Rideau. 
Merrickville-Wolford résulte d'une fusion entre le village de Merrickville et le canton de Wolford le 1er janvier 1998. 
Trois écluses du canal Rideau se situent à Merrickville. Il y a également un blockhaus sur le site des écluses qui a été restauré par Parcs Canada pour en faire un musée pris en charge par la société historique du village. 
Le village connaît depuis plusieurs années une période de prospérité économique liée au tourisme; Merrickville-Wolford est reconnu pour ses artistes et artisans.   

## Histoire
William Merrick fonde le village de Merrickville en 1794. Reconnaissant le potentiel hydraulique du site, il fait ériger un barrage sur la rivière Rideau et construit une minoterie, une scierie et un moulin à cardage. 
En 1827, les équipes de construction du canal Rideau arrivent à Merrickville. Contrairement aux autres sites du système d'écluses, le village n’a pas été détruit par la construction du canal. Une fois le canal complété, l’excédant d’eau a continué à faire tourner les roues des différents moulins et l’amélioration du système de transport a causé un essor commercial soudain. En 1851, Merrickville était un centre industriel imposant.
Au milieu des années 1860, le village passe en phase de décroissance causée par la baisse des activités commerciales du canal Rideau. Avec sa gare ferroviaire, Smiths Falls, un village voisin, remplace Merrickville comme centre industriel de la région. 

## Communautés
En plus de Merrickville, le village comprend les petites communautés de Carleys Corners, Eastons Corners, Hemlock Corners, Jasper, Snowdons Corners, Wolford Centre, Wolford Chapel et Yule. 

## Démographie
| 2001  | 2006  | 2011  | 2016  |
| ----- | ----- | ----- | ----- |
| 2 812 | 2 867 | 2 850 | 3 067 |

## Attraits touristiques
En 1998, l’organisme Collectivités en fleurs déclare Merrickville le « plus beau village canadien » en raison de ses rues charmantes jonchées de studios d’artistes, de boutiques et de restaurants. Le patrimoine architectural de Merrickville est imposant, avec plus de 100 propriétés historiques, dont plusieurs datant du XIXe siècle. Le village est un des plus vieux le long du canal Rideau.
Le blockhaus, un lieu historique national du Canada, est un des quatre forts construits par le lieutenant-colonel John By pour défendre le canal Rideau contre une éventuelle invasion américaine. Il renferme aujourd’hui un musée. De l’autre côté des écluses, on peut aussi visiter le Industrial Heritage Complex Museum, site des anciens moulins. 
Les passionnés de jardinage peuvent visiter le Rideau Woodland Ramble pour ses plantes, arbres et arbustes rares et exotiques. Il est situé au sud du village de Burritt’s Rapids.
Merrickville est également l’hôte du 1er Groupe Scout de Merrickville, le plus vieux groupe scout en Amérique du Nord. Il a été fondé en 1908. 